# Discografie van Will Tura

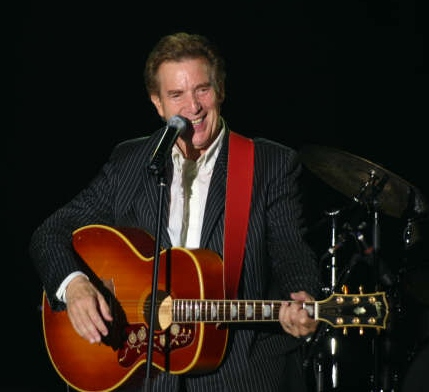
Will Tura

Hieronder volgt de discografie van de Belgische zanger en componist Will Tura.

## Singles

### Nederlandstalig
| Jaar | Single                                                                     | B-kant                                                                     | Label               | Hitnoteringen | Hitnoteringen | Hitnoteringen |
| Jaar | Single                                                                     | B-kant                                                                     | Label               | Ultratop      | VL 50         | Top 40        |
| ---- | -------------------------------------------------------------------------- | -------------------------------------------------------------------------- | ------------------- | ------------- | ------------- | ------------- |
| 1957 | Bye bye love                                                               | Mijn nieuw kostuum                                                         | Decca               | –             | –             | –             |
| 1958 | Amapola                                                                    | Het lied van verlangen                                                     | Decca               | –             | –             | –             |
| 1958 | Oh paardenstaart                                                           | Droom                                                                      | Decca               | –             | –             | –             |
| 1959 | Blauwe kimono                                                              | Hoela bruid                                                                | Decca               | –             | –             | –             |
| 1959 | Sproetje                                                                   | Onvergetelijk                                                              | Decca               | 13            | –             | –             |
| 1959 | Zing kleine vogel                                                          | Zoet als honing                                                            | Decca               | –             | –             | –             |
| 1960 | Vrienden voor 't leven (met Broertje Jan)                                  | Tel de blaadjes (van 'n madeliefje) (met Broertje Jan)                     | Palette             | –             | –             | –             |
| 1960 | Niemand, niemand niemand                                                   | Het allerliefste liefje                                                    | Palette             | –             | –             | –             |
| 1961 | Jij bent nu 17 geworden                                                    | Ik zet jou buiten                                                          | Palette             | 19            | –             | –             |
| 1961 | Zwart, geel, rood                                                          | Het waar geluk                                                             | Palette             | –             | –             | –             |
| 1962 | Hey hey!                                                                   | Lang was de dag                                                            | Palette             | 16            | –             | –             |
| 1962 | Eenzaam zonder jou                                                         | Je huilt meisjelief                                                        | Palette             | 1             | –             | 23            |
| 1963 | Ik zoek je schaduw                                                         | Geen woord van jou                                                         | Palette             | –             | –             | –             |
| 1963 | Ik wacht op jou                                                            | Dat was verkeerd                                                           | Palette             | 19            | –             | –             |
| 1963 | Je liegt (als je zegt "Ik hou van jou")                                    | Zeg, ben je bang voor mij?                                                 | Palette             | 2             | –             | –             |
| 1963 | Verlaten hart, gebroken hart                                               | Zie je niet wat ik meen                                                    | Palette             | 9             | –             | –             |
| 1964 | Draai 797204                                                               | Waarom zeg jij altijd "Mañana"?                                            | Palette             | 1             | –             | 10            |
| 1964 | Wees verstandig                                                            | Geen woord van jou                                                         | Palette             | 11            | –             | –             |
| 1964 | Een gelukkige verjaardag                                                   | Als de zomer weer voorbij zal zijn                                         | Palette             | 4             | –             | –             |
| 1964 | Een oude kerstmiskaart                                                     | Rond de kerstboom                                                          | Palette             | 10            | –             | –             |
| 1965 | Gedeelde smart is halve smart                                              | Elke zaterdag                                                              | Palette             | 7             | –             | –             |
| 1965 | Lach ermee                                                                 | Liefdewoorden                                                              | Palette             | 14            | –             | –             |
| 1965 | Het verleden is weer dichtbij                                              | Het meisje in 't blauw                                                     | Palette             | 17            | –             | –             |
| 1965 | Ciao, adieu, bye bye                                                       | Weet iemand                                                                | Palette             | 9             | –             | –             |
| 1966 | Heimwee naar huis                                                          | John en Jenny Davis                                                        | Palette             | 4             | –             | –             |
| 1966 | Arrivederci Maria                                                          | Lieve moeder                                                               | Palette             | 4             | –             | –             |
| 1966 | El bandido                                                                 | De fanfare                                                                 | Palette             | 1             | –             | –             |
| 1967 | De zigeuner                                                                | Een huisje bij de zee                                                      | Palette             | 5             | –             | –             |
| 1967 | Horen, zien en zwijgen                                                     | Geen zomer zonder jou                                                      | Palette             | 3             | –             | tip:9         |
| 1967 | Arme Joe                                                                   | Mijn winterroosje                                                          | Palette             | 2             | –             | tip:16        |
| 1968 | 20 minuten geduld                                                          | Ben je 's avonds nooit alleen                                              | Palette             | 7             | –             | tip:6         |
| 1968 | Viva el amor                                                               | Te mooi om te geloven                                                      | Palette             | 1             | –             | tip:12        |
| 1968 | Eerste schooldag (met Frida)                                               | Zorg voor m'n hart                                                         | Palette             | 4             | –             | –             |
| 1968 | Angelina                                                                   | Vaarwel tot wederziens                                                     | Palette             | 1             | –             | –             |
| 1969 | Het kan niet zijn *                                                        | Dam-di-dam **                                                              | Palette             | *1 / **11     | –             | –             |
| 1969 | In de koolmijn                                                             | Hetgeen je niet krijgen kan                                                | Palette             | 1             | –             | –             |
| 1969 | Liefdeverdriet                                                             | Moederogen                                                                 | Palette             | 1             | –             | –             |
| 1970 | San Miguel *                                                               | M'n air-hostess **                                                         | Palette             | *9 / **10     | *1            | –             |
| 1970 | Hij komt terug                                                             | Sorry voor je trouwjapon                                                   | Palette             | 10            | 2             | –             |
| 1970 | Linda                                                                      | Hij had alles en ik niets                                                  | Palette             | 4             | 2             | –             |
| 1971 | Zonneschijn                                                                | Hallelujah                                                                 | Palette             | 1             | 1             | –             |
| 1971 | Al wat je lust                                                             | Aan mijn darling *                                                         | Palette             | *2            | *1            | –             |
| 1971 | Alle wegen leiden naar Rome                                                | Love is love is love                                                       | Palette             | 7             | 2             | –             |
| 1972 | Wat je diep treft (vergeet je nooit)                                       | Maartse buien en aprilse grillen                                           | Palette             | 7             | 2             | –             |
| 1972 | Bid voor mij                                                               | In de tijd van de charleston                                               | Palette             | 4             | 1             | –             |
| 1972 | Zonder jou ben ik verloren                                                 | Jij bent de mooiste                                                        | Palette             | 6             | 1             | –             |
| 1973 | Verboden dromen                                                            | Amerika                                                                    | Topkapi             | 2             | 1             | tip:12        |
| 1973 | Er is een plaats in mijn armen                                             | Ik heb zoveel voor je over                                                 | Topkapi             | 3             | 1             | –             |
| 1973 | Alle dagen Kerstmis                                                        | Vrolijk kerstfeest, gelukkig nieuwjaar                                     | Topkapi             | 16            | 1             | –             |
| 1974 | Nu sta ik daar                                                             | De mannen van de nacht                                                     | Topkapi             | 6             | 1             | –             |
| 1974 | Lady Eliza (Mijn eerste liefde)                                            | Zolang er liefde in je ogen staat                                          | Topkapi             | 19            | 3             | –             |
| 1974 | Als je vanavond niet kunt slapen                                           | Prima prima                                                                | Topkapi             | 7             | 2             | –             |
| 1975 | Je zien huilen kan ik niet                                                 | De man van de straat                                                       | Topkapi             | 10            | 1             | –             |
| 1975 | Mon amour à moi                                                            | Holiday voor twee                                                          | Topkapi             | 6             | 1             | –             |
| 1975 | Voor haar, voor hem, voor mij                                              | Blijf altijd het meisje dat je bent                                        | Topkapi             | 12            | 1             | –             |
| 1975 | Katarina                                                                   | De mannen van de nacht (met De Mannen van de Nacht)                        | Topkapi             | 27            | 3             | –             |
| 1976 | Doña Carmela                                                               | Telefoon bezet                                                             | Topkapi             | 5             | 1             | –             |
| 1976 | Denk je nog wel eens aan mij                                               | Cha cha cha señorita                                                       | Topkapi             | 9             | 1             | –             |
| 1976 | Liefdesliedjes doen zo'n pijn                                              | Nooit laat ik je gaan *                                                    | Topkapi             | *12           | *1            | –             |
| 1977 | Omdat ik Vlaming ben                                                       | Vlaanderen m'n land                                                        | Topkapi             | 14            | 1             | –             |
| 1977 | Zomerliefje                                                                | De wielrenner                                                              | Topkapi             | 12            | 1             | –             |
| 1977 | Goodbye Elvis                                                              | Hoboken USA                                                                | Topkapi             | 4             | 1             | –             |
| 1977 | Een vrouw                                                                  | Hij is nog geen Aznavour                                                   | Topkapi             | 19            | 1             | –             |
| 1978 | Hier ben ik dan dj                                                         | Als de muren konden praten                                                 | Topkapi             | 22            | 1             | tip:11        |
| 1978 | Mama                                                                       | De moeder van mijn kinderen                                                | Topkapi             | –             | 4             | –             |
| 1978 | To be or not to be disco                                                   | Ik kan geen liefdesscène spelen (met een ander dan jou)                    | Topkapi             | 19            | 1             | –             |
| 1978 | Iedereen heeft iemand nodig                                                | Ik ben een leeuw                                                           | Topkapi             | –             | 1             | –             |
| 1978 | Kamer 501                                                                  | Cada hombre                                                                | Topkapi             | 26            | 1             | –             |
| 1979 | Sil en de baby                                                             | Vergeven kan, vergeten niet                                                | Topkapi             | 23            | 1             | –             |
| 1979 | In mijn caravan                                                            | In mijn caravan (deel 2)                                                   | Topkapi             | 15            | 1             | –             |
| 1979 | Een huisje in Montmartre                                                   | Speel bouzouki                                                             | Topkapi             | 22            | 1             | –             |
| 1979 | Hello goodbye                                                              | Zij gelooft in mij                                                         | Topkapi             | –             | 1             | –             |
| 1980 | Vaarwel                                                                    | De autoweg naar Istanbul                                                   | Topkapi             | 15            | 1             | –             |
| 1980 | Hopeloos                                                                   | Zuiderbloem                                                                | Topkapi             | 9             | 1             | 10            |
| 1981 | 't Leven is als toneel                                                     | Iemand daarboven houdt van mij                                             | Topkapi             | 12            | 1             | –             |
| 1981 | Katia                                                                      | De deur staat altijd voor je open                                          | Topkapi             | 25            | 1             | –             |
| 1981 | Yesterday                                                                  | 't Leven is als toneel                                                     | Topkapi             | –             | –             | –             |
| 1982 | Twee verliefde ogen                                                        | Jaloers                                                                    | Topkapi             | 20            | 1             | –             |
| 1982 | De Rode Duivels gaan naar Spanje (met De Rode Duivels)                     | Red Devils march                                                           | Topkapi             | 4             | 1             | –             |
| 1982 | Eenzaam zonder jou (nieuwe versie)                                         | Aan mijn darling (nieuwe versie)                                           | Topkapi             | 26            | 1             | –             |
| 1982 | Esperanza                                                                  | Mijn tweelingbroer Arthur                                                  | Topkapi             | 23            | 1             | –             |
| 1983 | De waarheid                                                                | De computer                                                                | Topkapi             | –             | 1             | –             |
| 1983 | (Ga nooit alleen naar) Venetië                                             | Een darling, een sweetheart en een baby                                    | Topkapi             | 26            | 1             | –             |
| 1983 | Omdat ik van je hou                                                        | Beloof me dat ik blijven mag                                               | Topkapi             | 22            | 1             | –             |
| 1983 | Ave Maria                                                                  | Hymne aan de liefde                                                        | Topkapi             | 32            | 2             | –             |
| 1984 | Vergeet Barbara                                                            | Verliefd voor de zoveelste keer                                            | Topkapi             | 14            | 1             | –             |
| 1984 | Ik mis je zo                                                               | Dans                                                                       | Topkapi             | 22            | 1             | –             |
| 1984 | Voorbij                                                                    | Zoals een heldin uit een oude cowboyfilm                                   | Topkapi             | 29            | 1             | –             |
| 1984 | Getto (In de ghetto) (met The Jordanaires)                                 | Duivelskind (met The Jordanaires)                                          | Topkapi             | 19            | 1             | –             |
| 1985 | Tokyo by night                                                             | Happy mornin (met Nashville's Honky Tonky Band)                            | Topkapi             | 29            | 1             | –             |
| 1985 | Een eenzaam hart (hoor je niet breken)                                     | Leg een knoop in je zakdoek                                                | Topkapi             | 20            | 1             | –             |
| 1985 | Gelukkig samen (met Bonnie St. Claire)                                     | De zee (remix Will Hoebee)                                                 | Topkapi             | 21            | 1             | –             |
| 1985 | De zee                                                                     | Een eenzaam hart                                                           | RCA                 | –             | –             | –             |
| 1986 | De Rode Duivels gaan naar Mexico                                           | De Rode Duivels gaan naar Mexico (instrumentaal)                           | Topkapi             | 38            | 1             | –             |
| 1986 | Oh oh Madonna                                                              | Geloof me                                                                  | Topkapi             | –             | 1             | –             |
| 1986 | Alleen op de wereld                                                        | Dat doet pijn                                                              | Topkapi             | –             | 1             | –             |
| 1987 | Stapelgek op jou                                                           | In de verte                                                                | Topkapi             | –             | –             | –             |
| 1987 | Laat ze gaan                                                               | In een club in Aberdeen                                                    | Topkapi             | 28            | 1             | –             |
| 1988 | Hij kan niet zonder jou                                                    | Paul en John                                                               | Topkapi             | 28            | 1             | –             |
| 1988 | Als het hart niet meer zingt                                               | Ik zing alleen voor jou                                                    | Topkapi             | –             | 3             | –             |
| 1988 | M'n zomerlief                                                              | Daar waar de Leie vloeit                                                   | Topkapi             | –             | 1             | –             |
| 1988 | Mooi, 't leven is mooi                                                     | De kantwerkster                                                            | Topkapi             | 14            | 1             | –             |
| 1989 | Geef me liefde                                                             | Kijk met je ogen dicht, hoor met je oren dicht                             | Topkapi             | 9             | 1             | –             |
| 1989 | De noorderwind                                                             | Word gauw beter schat (versie 1989)                                        | Topkapi             | 11            | 1             | –             |
| 1990 | Bella Africa                                                               | Geen plaats om te parkeren                                                 | Topkapi             | 49            | 9             | –             |
| 1990 | Help me                                                                    | Wat is er gebeurd met Angelina?                                            | Topkapi             | –             | 9             | –             |
| 1990 | De Rode Duivels gaan naar Rome (met De Rode Duivels)                       | De Rode Duivels gaan naar Rome (instrumentaal)                             | Topkapi             | 32            | 5             | –             |
| 1990 | In de armen van een ander                                                  | In your arms (instrumentaal)                                               | Topkapi             | 20            | 4             | –             |
| 1991 | Het staat in de sterren geschreven (met Jody Pijper)                       | M'n verre Veurne                                                           | Topkapi / Dino      | 39            | 8             | tip:12        |
| 1991 | Zoals die zomer van Tien Om Te Zien                                        | Nieuwe wegen                                                               | Topkapi             | 17            | 3             | –             |
| 1991 | Met rock 'n roll in mijn hart                                              | Een kleine diamant (in de vorm van een traan)                              | Topkapi             | 13            | 2             | –             |
| 1992 | Alles (nieuwe opname)                                                      | Fans, fans, fans (Ode aan mijn fans)                                       | Topkapi             | 6             | 1             | –             |
| 1992 | Helena                                                                     | 't Is beter zo                                                             | Topkapi             | 13            | 1             | –             |
| 1992 | Moa ven toh                                                                | Toen Nat King Cole van liefde zong                                         | Topkapi             | 9             | 1             | –             |
| 1992 | Kerstmis met jou                                                           | Kerstmis met jou (Live)                                                    | Topkapi             | 27            | 4             | –             |
| 1993 | Niemand, niemand (nieuwe mix)                                              | Jamaica                                                                    | Topkapi             | 38            | 4             | –             |
| 1993 | Boven de wolken                                                            | Jij bent de eerste niet                                                    | Topkapi             | 17            | 2             | –             |
| 1993 | Hoop doet leven                                                            | Hoop doet leven (instrumentaal)                                            | Topkapi             | 27            | 3             | –             |
| 1994 | Een leven zonder liefde                                                    | Inspector Jones                                                            | Topkapi             | 40            | 4             | –             |
| 1994 | Hemelsblauw                                                                | Zorgeloze dagen                                                            | Topkapi             | 5             | 1             | [ 4 ]         |
| 1994 | Tussen jou en mij                                                          | Wat kan ik doen                                                            | Topkapi             | 16            | 3             | –             |
| 1995 | La melodia                                                                 | Marylin                                                                    | Topkapi             | 6             | 2             | –             |
| 1995 | Een hart van goud                                                          | Lied voor Cecilia                                                          | Topkapi             | 13            | 4             | –             |
| 1995 | Ik hoor je toe                                                             | Bloed, zweet en tranen                                                     | Topkapi             | 34            | 9             | –             |
| 1996 | De vreugde van de winnaar                                                  | De vreugde van de winnaar (instrumentaal)                                  | Topkapi             | 27            | 8             | –             |
| 1996 | Laat de liefde niet voorbijgaan (met The Jody's Gospel Choir)              | Laat de liefde niet voorbijgaan (instrumentaal)                            | Topkapi             | 34            | 10            | –             |
| 1997 | De mooiste                                                                 | Wat vliegt de tijd                                                         | Topkapi             | 14            | 3             | –             |
| 1997 | De zomer boogie woogie                                                     | De zomer boogie woogie (instrumentaal)                                     | Topkapi             | 22            | 3             | –             |
| 1997 | Oh my love                                                                 | Een rare droom                                                             | Topkapi             | 20            | 2             | –             |
| 1998 | 17 dagen op zee (Ode aan de bootvluchtelingen)                             | Lief, na zoveel jaar                                                       | Topkapi             | tip:4         | 8             | –             |
| 1998 | Alleen gaan                                                                | Hoeveel pijn kan een hart verdragen?                                       | Topkapi             | 12            | 2             | –             |
| 1998 | Rendez-vous in 2000                                                        | Rendez-vous in 2000 (instrumentaal)                                        | Topkapi             | tip:14        | 7             | –             |
| 1999 | Oh wat een dag (m.m.v. Jody's Singers)                                     | Ave Maria                                                                  | Topkapi             | –             | –             | –             |
| 1999 | Zwart geel rouge (met Rob Vanoudenhoven en Arno, als De III Belgen)        | Zwart geel rouge (instrumentaal)                                           | Mercury             | 38            | 3             | –             |
| 2000 | Sorry                                                                      | Sorry (instrumentaal)                                                      | Topkapi             | 50            | 4             | –             |
| 2000 | Kom doe de line dance                                                      | Kom doe de line dance (instrumentaal)                                      | Topkapi             | 26            | 2             | –             |
| 2000 | Ware liefde (remix)                                                        | Al wat ik voel                                                             | Topkapi             | tip:15        | 10            | –             |
| 2001 | Geef al je zorgen maar aan mij (remix)                                     | Vergeet het niet                                                           | Topkapi             | tip:13        | 4             | –             |
| 2001 | Ik ben vrij!                                                               | It's good to see somebody happy                                            | Topkapi             | 39            | 4             | –             |
| 2002 | Maria (Zo gaat dat altijd) (remix) (met The London Philharmonic Orchestra) | De mooiste droom (met The London Philharmonic Orchestra)                   | Topkapi             | 39            | 7             | –             |
| 2002 | Morgen gaat ze weg (met The London Philharmonic Orchestra)                 | Ga nou (met The London Philharmonic Orchestra)                             | Topkapi             | –             | –             | –             |
| 2002 | Ik geloof in God                                                           | Ave Maria                                                                  | Topkapi             | –             | –             | –             |
| 2003 | Amen (Laat de zon in je hart) (m.m.v. Enes & The Worshippers)              | Amen (Laat de zon in je hart) (instrumentaal)                              | Topkapi             | tip:17        | –             | –             |
| 2004 | Daar sta je dan                                                            | Maria (Zo gaat dat altijd) (remix) (met The London Philharmonic Orchestra) | Topkapi             | 39            | 5             | –             |
| 2006 | Vlaanderen zingt, Vlaanderen danst                                         | Vlaanderen zingt, Vlaanderen danst (instrumentaal)                         | Topkapi             | 49            | 9             | –             |
| 2012 | Ik ben een zanger                                                          | –                                                                          | ARS                 | tip:19        | 5             | –             |
| 2012 | Zeg nooit                                                                  | –                                                                          | ARS                 | tip:18        | 6             | –             |
| 2012 | In de schaduw van de maan                                                  | –                                                                          | ARS                 | tip:29        | –             | –             |
| 2012 | Winter                                                                     | Alleen gaan (met Andrei Lugovski)                                          | ARS                 | tip:27        | –             | –             |
| 2012 | Alleen gaan (met Andrei Lugovski)                                          | –                                                                          | ARS                 | tip:46        | –             | –             |
| 2013 | Een vrouw zoals jij                                                        | –                                                                          | ARS                 | tip:50        | –             | –             |
| 2014 | Waar je ook maar bent                                                      | –                                                                          | ARS                 | tip:29        | –             | –             |
| 2015 | Viva la vida                                                               | –                                                                          | Top Act             | tip:15        | 7             | –             |
| 2015 | Als de zomer weer voorbij zal zijn (met Triggerfinger)                     | –                                                                          | VRT Line Extensions | tip:12        | 7             | –             |
| 2016 | Valentijn                                                                  | –                                                                          | Top Act             | tip:5         | 5             | –             |
| 2016 | Waarom sta je stil?                                                        | –                                                                          | Top Act             | tip:8         | 6             | –             |
| 2016 | Route 66                                                                   | –                                                                          | Top Act             | tip:4         | 7             | –             |
| 2017 | Blijf bij mij                                                              | –                                                                          | Top Act             | tip:13        | 6             | –             |
| 2017 | Heimwee naar huis (Live)                                                   | –                                                                          | Top Act             | tip:30        | 19            | –             |
| 2018 | Als de muren konden praten (Live)                                          | –                                                                          | Top Act             | tip           | 43            | –             |
| 2018 | Hoop doet leven (met Slongs)                                               | –                                                                          | Fruity              | tip:18        | 9             | –             |
| 2023 | Als ik terugkijk                                                           | –                                                                          | Universal           | 31            | 7             | –             |

### Anderstalig
| Jaar | Taal              | Single                         | B-kant                             | Label                           |
| ---- | ----------------- | ------------------------------ | ---------------------------------- | ------------------------------- |
| 1961 | Duits             | Der Soldat aus Costarica       | Ein Mexikaner                      | Palette                         |
| 1961 | Spaans            | El soldado de levita           | El Mexicano                        | Palette                         |
| 1963 | Duits             | Ich bin so einsam ohne dich    | Wenn, ja wenn                      | Palette                         |
| 1964 | Duits             | Warum sagst du immer "Mañana"? | Du lügst                           | Palette / Decca                 |
| 1964 | Frans             | Téléphone a 32.20.03           | Pourquoi dis-tu toujours "Mañana"? | Palette                         |
| 1966 | Italiaans         | Ciao, addio, bye bye           | In piena liberta                   | Palette                         |
| 1966 | Duits             | Ciao, adieu, bye bye           | Heimweh nach Haus                  | Palette / Hit-Ton Schallplatten |
| 1967 | Duits             | I love you                     | El bandido                         | Palette / Hit-Ton Schallplatten |
| 1968 | Duits             | Hören, seh'n und schweigen     | Armer Joe                          | Palette / Hit-Ton Schallplatten |
| 1968 | Frans             | Rose des neiges                | Funny bunny                        | Jupiter                         |
| 1969 | Engels            | Viva el amor                   | Let me go                          | Major Minor                     |
| 1969 | Engels            | Viva el amor                   | If you stop loving me              | Palette                         |
| 1969 | Engels            | It's been too long             | Let me go                          | Palette                         |
| 1969 | Spaans            | Pobre Joe                      | Viva el amor                       | Belter                          |
| 1969 | Frans             | Les chateaux de sable          | La rage au cœur                    | Belter                          |
| 1971 | Duits             | Meinem Darling                 | Es gab einmal deine Liebe          | Bellaphon                       |
| 1972 | Spaans            | Has de volver                  | El amigo Jack                      | Movieplay                       |
| 1973 | Spaans            | Desesperado                    | La mas bonita                      | Movieplay                       |
| 1977 | Engels            | Goodbye Elvis                  | Addio                              | Polydor                         |
| 1978 | Engels            | Mama                           | More and more                      | Polydor                         |
| 1978 | Spaans            | Doña Carmela                   | El dia vendra                      | Ariola                          |
| 1978 | Frans             | Dona Carmela                   | Pour moi c'est la nuit             | Pacha                           |
| 1978 | Frans             | Au pays des amoureux           | Chambre 502                        | Pacha                           |
| 1979 | Frans             | Dans ma caravane               | Dans ma caravane (part 2)          | Topkapi                         |
| 1979 | Engels            | In my caravan                  | In my caravan                      | Polydor                         |
| 1981 | Engels* / Frans** | One way love*                  | Malheureux**                       | Topkapi                         |
| 1981 | Engels            | One way love                   | More and more                      | Polydor                         |

### Speciale (her)uitgaven
- De twee kanten van de wereld: Louis Neefs - Schenk hen vandaag nog uw hart / Will Tura - Aan wie zich ongelukkig voelt (1966)
- Eenzaam zonder jou / Draai dan 797204 (1970, Palette (Million Airs))
- De ballade van de gevangene / Alfons (met Zaki) (1970, Palette)
- Eenzaam zonder jou / Je liegt (1976, Golden Bestsellers))
- Gelukkige verjaardag / Eerste schooldag (1977, RKM)
- Will Tura - Addio, addio / Joe Harris - Vraag me niet waarom (1977, Valois)
- Steppin' out - Disco medley / Latin medley (1979, Topkapi)
- Mannen van de nacht / Verboden dromen (1980, Topkapi (Vieux Machins / Gouden Oldies))
- Goodbye Elvis (1980, Tonpress (Poolse uitgave))
- Eenzaam zonder jou / Heimwee naar huis (1982, Ariola (Original Double Hit))
- Draai dan 797204 / Gelukkige verjaardag (1982, Ariola (Original Double Hit))
- El bandido / De zigeuner (1983, Ariola (Original Double Hit))
- Hopeloos / Goodbye Elvis (1983, Topkapi (Golden Oldies))
- Ik ben zo eenzaam zonder jou / Arrivederci Maria (1985, Telstar (Dubbel Goud))
- Draai 797204 / El bandido (1985, Telstar (Dubbel Goud))
- Jij bent nu zeventien geworden / Aan mijn darling (1985, Telstar (Dubbel Goud))
- Will Tura - Geef me liefde / Mooi, 't leven is mooi / Sampling For Two - Shao-Rut (1989, Topkapi)
- Duo Will & Steve - Kom reik me je hand / Regen stroomt / Waar is de man / Hemelhoog / Toen Nat King Cole van liefde zong (1994, Topkapi)
- Eenzaam zonder jou / El bandido (2001, AMC (45 Hit collection))
- Kom doe de line dance (met Bandit) (2001, Onadisc)
- De mooiste droom / Fragmenten uit Een man als ik, Paradijs, Ga nou en Morgen gaat ze weg (met The London Philharmonic Orchestra) (2002, Topkapi (promosingle))
- Goodbye Elvis (2007, ElvisMatters)
- Onvergetelijk (2009, ARS (promosingle))
- Een zomernacht (2010, ARS (promosingle))
- Bye bye love (met Mama's Jasje) (2011, ARS (promosingle))
- 'k Hou van jazz (met Jef Neve) (2015, VRT Line Extensions (promosingle))
- Ik hoor je toe (met Jody's Singers) (2015, VRT Line Extensions (promosingle))

## Ep's
| Jaar | Ep                                                                                                   | Label   |
| ---- | --- | ------- |
| 1962 | Ik wacht op jou / Zwervend klein hondje / In mijn droom / Dat was verkeerd                           | Palette |
| 1964 | Draai 797204 / Wees verstandig / Waarom zeg jij altijd "Mañana"? / Ik zoek je schaduw                | Palette |
| 1964 | Een gelukkige verjaardag / Hey Gigi / Heb ik jou iets misdaan? / Als de zomer weer voorbij zal zijn  | Palette |
| 1965 | Lach ermee / Liefdewoorden / Amapola potpourri                                                       | Palette |
| 1965 | Een oude kerstmiskaart / Rond de kerstboom / M'n kerstgeschenk / Sneeuwman                           | Palette |
| 1966 | Heimwee naar huis / Eens had ik 'n vriend / Aan wie zich ongelukkig voelt / Je brief komt te laat    | Palette |
| 1966 | Arrivederci Maria / Yacki wacki doe / Lieve moeder / Dat komt alleen door jou                        | Palette |
| 1966 | I love you / El bandido / Probeer het nog een keer / De fanfare                                      | Palette |
| 1967 | Van ruzie hou ik niet / De zigeuner / En ik die zoveel van je hou / Een huisje bij de zee            | Palette |
| 1967 | Arme Joe / Horen, zien en zwijgen / Twee honden, drie katten en een papegaai / Geen zomer zonder jou | Palette |
| 1967 | Roses des neiges / Funny bunny / La rage au coeur / Le cheval de bois                                | Palette |
| 1968 | Parels, juwelen en goud / M'n hobbelpaard / Een huis is geen thuis / Mijn funny bunny                | Palette |
| 1968 | Will Tura zingt voor de kinderen: Wie is wie / Tom / Pinky / Eerste schooldag (met Frida)            | Palette |

## Albums

### Studioalbums
| Jaar | Album                                         | Label   |
| ---- | --------------------------------------------- | ------- |
| 1963 | Will Tura                                     | Palette |
| 1964 | Will Tura (1)                                 | Palette |
| 1965 | Will Tura 2                                   | Palette |
| 1965 | Will Tura 3                                   | Palette |
| 1966 | At the piano - Will Tura plays Will Tura      | Palette |
| 1967 | Will Tura 4                                   | Palette |
| 1968 | Will Tura 5                                   | Palette |
| 1968 | Will Tura 6                                   | Palette |
| 1969 | Will Tura 7                                   | Palette |
| 1970 | Will Tura 8                                   | Palette |
| 1971 | Will Tura 9                                   | Palette |
| 1972 | Will Tura 10                                  | Palette |
| 1973 | Will Tura 11                                  | Topkapi |
| 1973 | Witte Kerstmis                                | Topkapi |
| 1974 | Will Tura 12                                  | Topkapi |
| 1974 | De wereldreis van kleine Jan                  | Topkapi |
| 1975 | Will Tura 13                                  | Topkapi |
| 1976 | Will Tura 14                                  | Topkapi |
| 1976 | Will Tura in Nashville                        | Topkapi |
| 1977 | Will Tura 15                                  | Topkapi |
| 1977 | Vlaanderen m'n land                           | Topkapi |
| 1978 | Will Tura 16                                  | Topkapi |
| 1978 | Hello moeders!                                | Topkapi |
| 1979 | In mijn caravan                               | Topkapi |
| 1980 | Liedjes die ik graag had gezongen (1955-1960) | Topkapi |
| 1981 | Tura 81                                       | Topkapi |
| 1981 | Liedjes die ik graag had gezongen (1960-1965) | Topkapi |

| Jaar | Album                                                                  | Label   | Opmerkingen       |
| ---- | ---------------------------------------------------------------------- | ------- | ----------------- |
| 1982 | Tura 82                                                                | Topkapi |                   |
| 1982 | 25 jaar - 22 allergrootste suksessen                                   | Topkapi | nieuwe opnames    |
| 1983 | Tura 83                                                                | Topkapi |                   |
| 1984 | Will Tura zingt Elvis Presley (met The Jordanaires)                    | Topkapi |                   |
| 1984 | Tura 84                                                                | Topkapi |                   |
| 1985 | Waar een Will is...                                                    | Topkapi |                   |
| 1986 | Tura 87                                                                | Topkapi |                   |
| 1987 | Ik zing alleen voor jou                                                | Topkapi |                   |
| 1988 | Vlaanderen                                                             | Topkapi |                   |
| 1989 | Tura vandaag                                                           | Topkapi |                   |
| 1991 | Nieuwe wegen                                                           | Topkapi |                   |
| 1991 | Rock 'n roll in mijn hart                                              | Topkapi |                   |
| 1992 | Moa ven toh                                                            | Topkapi |                   |
| 1993 | Hoop doet leven                                                        | Topkapi |                   |
| 1995 | Bloed, zweet & tranen                                                  | Topkapi |                   |
| 1996 | Europa                                                                 | Topkapi |                   |
| 1997 | Puur Tura                                                              | Topkapi |                   |
| 1999 | Tura Gospel (& Kerst)                                                  | Topkapi | 2 cd's            |
| 2000 | Ware liefde                                                            | Topkapi |                   |
| 2002 | De mooiste droom (met The London Philharmonic Orchestra)               | Topkapi |                   |
| 2006 | Dank u, Vlaanderen (met het Vlaams Radio Orkest o.l.v. Dirk De Caluwé) | Topkapi | 2 cd's            |
| 2009 | Onvergetelijk / Unforgettable                                          | ARS     | 2 cd's + live-dvd |
| 2012 | Ik ben een zanger                                                      | ARS     |                   |
| 2016 | Klein geluk                                                            | Top Act | cd + live-dvd     |

### Livealbums
| Jaar | Album                                                                                             | Label   | Opmerkingen  |
| ---- | ------------------------------------------------------------------------------------------------- | ------- | ------------ |
| 1976 | Will Tura Live                                                                                    | Palette |              |
| 1977 | 20 jaar : 1957-1977                                                                               | Topkapi | 2 lp's       |
| 1979 | Non-stop dansen en zingen met Will Tura                                                           | Topkapi | 2 lp's       |
| 1985 | Tura 85 – in concert                                                                              | Topkapi | 2 lp's       |
| 1988 | Tura 2000                                                                                         | Topkapi |              |
| 1990 | Live concert Veurne                                                                               | Topkapi |              |
| 1992 | Tura in symfonie (m.m.v. BRTN Filharmonisch Orkest en Groot Gemengd Koor o.l.v. Fernand Terby)    | Topkapi | 2 cd's       |
| 1994 | Tura in symfonie II (m.m.v. BRTN Filharmonisch Orkest en Groot Gemengd Koor o.l.v. Fernand Terby) | Topkapi | 2 cd's       |
| 1995 | Tura in studio - Live                                                                             | Topkapi | 2 cd's       |
| 1996 | Tura in symfonie III (m.m.v. BRTN Filharmonisch Orkest en Koor o.l.v. Silveer Van den Broeck)     | Topkapi | 2 cd's       |
| 1998 | Tura in Vorst – 40 jaar live                                                                      | Topkapi | 2 cd's + dvd |
| 2002 | Gospel live!                                                                                      | Topkapi | cd + dvd     |
| 2007 | Tura in symfonie 5 (met het Vlaams Radio Orkest o.l.v. Dirk De Caluwé)                            | Topkapi | 2 cd's + dvd |
| 2014 | Zingen en dansen met Will Tura - Unieke live medleys                                              | EIC     |              |
| 2017 | Live in de AB                                                                                     | Top Act | 2 cd's       |

### Verzamelalbums
| - Uit het hart... (1966) - Kerstmis in Vlaanderen (1967/1975, met Wim Lieven) - Will Tura story (1968) - Will Tura's eerste hits! (1969) - This is Will Tura (1973) - Portrait of Will Tura (1973) - Avond met Will Tura (1974) - Liefdeverdriet (1975) - Will Tura: his life, his music (1975) - Lach ermee (1975) - Will Tura (1976) - Kalender (1976) - International (1976) - De gouden plaat van Will Tura (1976) - Will Tura (Quality sound series) (1977, 2 lp's) - Will Tura (Quality sound series) (1978, 2 lp's) - Vrolijk kerstfeest, gelukkig nieuwjaar (1978, 2 lp's) - Liefdesliedjes (1979, met Marva) - The golden best of Will Tura (1979) - Hits a gogo (1979) - I love you (1980) - Favorieten album vol. 1 (1980) - De laatste cowboy (1980) - Mijn eerste successen (1980, 3 lp's) - Mijn grootste successen vol. 2 (1980, 3 lp's) - Liefdeverdriet (1980) - Favorieten album vol. 2 (1981) - Toppers van Tura 1 (1982) - Toppers van Tura 2 (1982) - Liefdeverdriet vol. 1 (1982) - Mijn grootste successen (1983) - Will Tura 1957-1964 (1984) - Will Tura Hitrevue (1986) - 12 Tura toppers (1986) - Een uur met Tura (1987) - De 60's collectie (1989) - De 70's collectie (1989) |  | - Mijn allereerste successen (1991) - Tura's grootste hits 1973-1993 (1993) - Vrolijkste liedjes 1973-1993 (1994) - Double gold (1994, 2 cd's) - 40 jaar (1997, 4 cd's) - Alleen gaan en de mooiste slows '87-'97 (1998) - De Tura collectie (2001, 7 cd's) - Terugblik (2001, 6 cd's) - De hits van Tura - Het beste uit de jaren 90 (2001, 2 cd's) - Feelings of... (2003, 3 cd's + dvd) - Het beste van Will Tura (Het Laatste Nieuws cd-collectie) (2003) - Het allerbeste van Will Tura - Daar sta je dan (2004, 2 cd's) - Zoals die zomer van Tien Om Te Zien (2004, cd + dvd) - Hitcollectie - 45 nr. 1-hits (2005, 2 cd's) - Hitcollectie volume 2 (2007, 2 cd's) - 100 hits (2008, 5 cd's) - Hits, live & anders (2009, 5 cd's) - Goud van hier (2009) - Het beste van Will Tura (2010) - Tura 70 - Helemaal Tura (2010, 3 cd's) - De 13 mooiste kerstklassiekers (2011) - The essential (2011, 2 cd's) - De koningen van het Nederlandstalige lied 2 - De allergrootste hits! (2012) - Liefde - Tura's mooiste liedjes over de liefde (2014, 2 cd's) - Back to back (2014, met Christoff) - Mama - Liedjes over moeders (2015) - Best of - Radio 2 collectie (2015, incl. karaoke-cd) - Hemels - prachtige kerst- & gospelliedjes (2015, 2 cd's) - 't Leven is mooi (2016, verzamelbox (21 cd's + 5 dvd's)) - Top 40 (His ultimate Top 40 collection) (2016, 2 cd's) - The real Will Tura (The ultimate collection) (2017, 3 cd's) - Will Tura – Hoop doet leven (soundtrack) (2018, 3 cd's) - Tura 80 (2020, 4 cd's) - Vergeet Barbara (2022, 2 cd's) - Als ik terugkijk (en 99 andere liedjes) (2023, 5 cd's) |